# Gossberg
Le Gossberg (allemand : Goßberg) est une colline dont le point culminant est de 483 m, dans la commune de Wüschheim, près de la frontière avec Hundheim, dans le district de Rhein-Hunsrück-Kreis, dans la chaîne de montagnes de Hunsrück, en Allemagne. Le sommet a été creusé sur trente mètres de profondeur entre 1984 et 1989 et transformé en bunker NBC (nucléaire, biologique et chimique) exploité par les forces américaines pour servir de centre fortifié de communications hautement sécurisées entre toutes les troupes de l'OTAN en Europe et un potentiel centre de contrôle de lancement de missile à proximité de la base de missiles de Pydna (en) en cas de Troisième Guerre mondiale (à l'époque).

## Géographie
La Gemarkung de Gossberg se situe au nord de la commune de Wüschheim et au sud-ouest de la frontière entre les communes de Bell (sud-est de Hundheim) et de Hasselbach. La colline de Gossberg, qui fait partie de la basse chaîne de montagnes du centre du Hunsrück, se trouve à 3 km à l'est de la route des hauteurs de Hunsrück (voie Hunsrückhöhenstraße - une route panoramique à travers le Hunsrück, initialement utilisée en tant que route militaire stratégique construite sur les ordres de Hermann Göring), officiellement connue sous le nom de route fédérale B327 reliant Kappel (6 km au sud-ouest de Gossberg), Kastellaun (6 km au nord de Gossberg) et Coblence. 
Au sud de Gossberg se trouve la Landesstraße L226, qui relie Wüschheim à Simmern (8 km au sud-est de Gossberg) et la B327. L'aéroport de Francfort-Hahn est situé à 17 km au sud-ouest de Gossberg via la B327.

## Historique
Les fouilles effectuées dans les années 1930 dans les environs de Gossberg ont révélé des découvertes d'un passé romain, en particulier une Villa Rustica.
Zone militairement importante (depuis 1956, un système radar des forces américaines y est installé), le Gossberg a été creusée sur 30 mètres de profondeur entre 1984 et 1989 pour accueillir le bunker NBC (nucléaire, biologique, chimique) construit ultérieurement. Il sera exploité par l'unité OTAN Metro Tango, qui était déjà stationnée à environ 4 km au sud-ouest de Gossberg en direction de Kappel sur l'autoroute fédérale B327. Les responsabilités de l'unité MT de Gossberg incluaient le Renseignement d'origine électromagnétique (SIGINT), la sécurité des communications (COMSEC), le radar, la détermination des cibles, la défense aérienne et surtout le contrôle des installations de lancement de missiles de croisière transportant des têtes nucléaires  situées à proximité (environ 3 km au nord du bunker) sur la base de missiles de Pydna (connue sous le nom de code de station aérienne Wüschheim) entre Bell et Hasselbach,,.
La base aérienne de Hahn, aujourd'hui connue sous le nom d'aéroport international de Francfort – Hahn, a participé aux préparatifs du déploiement des unités de missiles de croisière BGM-109G de 1982 à 1985, ainsi qu'à leur maintenance à Pydna de 1985 à 1990,,,.
Au début des années 1990, l'emprise militaire a été abandonnée sur la base de l'assouplissement des tensions géopolitiques entre le bloc de l'Est et le bloc de l'Ouest (voir Guerre froide). En conséquence, le bunker n'a jamais été mis en service.
À partir de 2017, le bunker de Gossberg est disponible à la vente et à la location à un prix négociable.

## Bunker

### Coût de construction
Le coût total de la construction s'élève à environ 90 000 000 $ jusqu'à la fin des travaux en 1992.

### Données de construction
Le bunker a deux coques imbriquées, la coque intérieure et la coque extérieure, chacune en béton armé. L'épaisseur de la coque du bouclier interne est de 0,80 m, tandis que celle de la coque extérieure est le double de la précédente. Les deux coques de bouclier sont séparées par un espace creux d'une largeur de 2,00 m, qui sert trois objectifs principaux :
- prévoir deux voies d'évacuation vers les issues de secours ;
- la ventilation des espaces intérieurs ;
- dans le cas d'une frappe nucléaire réelle, la coque extérieure du bouclier s'effondrerait (potentiellement) dans cet espace creux endommageant la coque intérieure du bouclier mais laissant la structure intérieure intact (le même principe qu'un blindage espacé)[11].

L'épaisseur de la plaque de fond est de 1,00 m, tandis que celle de la coque de protection intérieure se situe entre 1,00 m et 1,20 m. La plaque de couverture de la coque extérieure du bouclier consiste en une couche de béton maigre au-dessus de la construction en béton armé, appelée Zerschellschicht, d'une épaisseur de 1,05 m et d'une couche de béton fluide recouverte de blocs de quartz d'une épaisseur de 1,10 m. Enfin, il y a une couche de sol de 0,40 m au dessus comme toit vert.
Le bâtiment entier s'étend sur environ 13,30 m de profondeur sous le sol et sur environ 10,35 m au-dessus du sol, tandis que ses dimensions horizontales (longueur × largeur) sont respectivement de 50,30 m × 45,80 m. Ainsi, la surface brute est d'environ 17 000 m2 (incluant la parcelle extérieure), le volume brut est d'environ 28 000 m3 et le sommet de Gossberg est supérieur de 8,00 mètres à celui d'avant la construction.

### Structure interne
Le bunker est un bâtiment de trois étages, où les deux étages supérieurs sont reliés par deux escaliers et un ascenseur lourd (jusqu'à 10 000 kg), tandis que les deux étages inférieurs sont reliés uniquement par une échelle en acier. La sécurité physique et la séparation entre les pièces sont assurées par un système de sas avec une option permettant de le gérer via le panneau de contrôle d'accès central.

#### 2eétage: bureaux et zones de travail
Le 2e étage (rez-de-chaussée) vise à permettre d'installer l'administration, la surveillance et la sécurité, le matériel informatique et l'ingénierie électrique. Par défaut, il contient neuf pièces, mais pourrait être rapidement reconfiguré (par le personnel d'exploitation de manière autonome, potentiellement pendant la guerre en cours) grâce aux murs amovibles, au plafond suspendu et au plancher surélevé (sur pilotis). En outre, il y a deux salles de toilettes et une salle d'alimentation. En résumé, la surface utilisable est de 1 185 m2 et la charge maximale du sol est de 2 000 kg/m2. Les autres caractéristiques incluent :
- plancher perforé avec tapis recyclé ;
- panneaux de sortie ;
- système d'alarme incendie ;
- système d'extinction d'incendie ;
- alimentation sans interruption ;
- système d'assainissement particulaire de l'air ;
- armoires de climatisation haute performance ;
- éclairage sans éblouissement avec sécurité électromagnétique ;
- éclairage de secours ;
- température et humidité configurables par pièce[13],[14].

#### 1erétage: laboratoire, locaux techniques et de stockage
Le but du 1er (sous-sol) est de soutenir le bâtiment sur le plan technologique et de fournir un espace de stockage (par exemple pour la nourriture, l'équipement, les armes, etc.), une partie de cet espace pourrait servir de laboratoire. Les murs ne sont pas amovibles, les types de plafond et de sol varient d'une pièce à l'autre. En outre, il y a deux salles de toilette, une salle sanitaire et une salle de douche de décontamination. En résumé, la surface interne utilisable est de 1 664 m2 et la charge de sol maximale est de 5 000 kg/m2. Les autres caractéristiques incluent :
- panneaux de sortie ;
- système d'alarme incendie ;
- système d'extinction d'incendie ;
- système d'alimentation basse tension ;
- système de filtrage électrique (contre l'écoute clandestine) ;
- système de compresseur ;
- système de conditionnement d'air ;
- système de ventilation ;
- système de décontamination ;
- système de traitement de l'eau ;
- régulateur d'énergie d'urgence ;
- système d'énergie d'urgence (deux générateurs de 1 000 kW chacun) ;
- système de chauffage d'urgence (160 kW) ;
- système de refroidissement d'urgence (tours) ;
- système d'alimentation en air d'urgence ;
- alimentation sans interruption ;
- pompe à chaleur ;
- système de climatisation ;
- moteur hydraulique de l'ascenseur[15],[16].

#### Étage 0: salles techniques et réservoirs de stockage
L'étage 0 (sous-sol) a pour but de soutenir le bâtiment sur le plan technologique et de fournir des réservoirs de stockage (par exemple pour l'eau et l'huile). La surface interne utilisable correspondante est seulement de 450 m2. Les réservoirs de stockage comprennent :
- réservoir d'eau potable (50 m3) ;
- réservoir d'eau du robinet (750 m3) ;
- réservoir d'eau usagée (30 m3) ;
- réservoir d'eau contaminée (20 m3) ;
- réservoir d'huile (100 m3)[17],[18].

### Terrain extérieur
La parcelle extérieure est entourée d'une clôture d'environ 2,00 m de haut et sa superficie brute est de 13 783 m2. Il contient une route et un parking pavés de pierres de briques entrelacées, qui offrent officiellement un héliport, un petit bâtiment transformateur et une colline d'environ 10,35 m de hauteur avec une entrée dans le bunker. L'entrée a une superficie d'environ 500 m2 et est protégée par une porte coulissante massive blindée pesant plus de 28 000 kg,.
Détails de la maintenance :
- directement relié à l'approvisionnement en eau et aux égouts publics ;
- directement connecté à la distribution d'énergie électrique avec ses trois propres transformateurs ;
- protection de l'éclairage[21].

Télécommunication :
- fibre optique ;
- ISDN.